# Butterflies And Elvis
Butterflies And Elvis er det fjerde album af den islandske sangerinde Jóhanna Guðrún Jónsdóttir. Albummet blev udgivet i Sverige af Warner Music Group.
Det er primært produceret af Lee Horrocks, med yderligere bidrag fra Maria Björk. "Is It True?" er den første single fra albummet. Sangen var det islandske bidrag i Eurovision Song Contest 2009, hvor den opnåede 174 point i den første semifinale og blev placeret som nummer 1. I den endelige finale fik sangen 218 point og blev placeret som nummer 2. Hun vandt den bedste plads i hele det islandske melodi grand prix efter Selmas "All Out Of Luck" i Eurovision Song Contest 1999. Sangen blev nr. 14 i den europæiske Hot 100 Singles, nr. 2 i de svenske hitlister, nr. 3 i den danske og den norske Singles Chart og nr. 1 på den islandske singlehitliste.
Den anden single "I Miss You" blev udgivet digitalt i sommeren 2009 med en musikvideo, der ledsager sangen.
Den tredje single "Butterflies and Elvis" (det samme navn som albummet) blev udgivet i efteråret 2009.

## Numre
1. "Is It True?" (Óskar Páll Sveinsson, Tinatin Japaridze, Chris Neil) — 3:00
2. "Beautiful Silence" (Lee Horrocks, Jóhanna Guðrún Jónsdóttir) — 3:51
3. "I Miss You" (Lee Horrocks) — 3:51
4. "Butterflies and Elvis" (Lee Horrocks,Jóhanna Guðrún Jónsdóttir) — 4:49
5. "Funny Thing Is" (Lee Horrocks,Jóhanna Guðrún Jónsdóttir) — 3:40
6. "Worryfish" (Lee Horrocks) — 3:42
7. "Spaceman" (Lee Horrocks) — 3:36
8. "Say Goodbye" (Lee Horrocks,Andrea Remanda) — 3:17
9. "Rainbow Girl" (Lee Horrocks,Jóhanna Guðrún Jónsdóttir) — 2:49
10. "The River Is Dry" (Lee Horrocks,Anthony Krizan) — 3:34
11. "Walking On Water" (Lee Horrocks,Jóhanna Guðrún Jónsdóttir) — 4:13
12. "White Bicycle" (Lee Horrocks,Jóhanna Guðrún Jónsdóttir) — 3:31
13. "Indian Ropetrick" — 3:58 [iTunes bonus track]

## Ekstern kilde og henvisning
1. ↑  "Yohanna "Butterflies and Elvis" Album Tracklist". Arkiveret fra originalen 19. april 2012. Hentet 27. marts 2010.